# Česká pojišťovna Cup 2001
Hokejový turnaj byl odehrán od 6.9.2001 - do 9.9.2001 v Zlíně. Utkání Finsko - Švédsko bylo odehráno v Helsinkách.

## Výsledky a tabulka
|    |         | FIN    | RUS    | SWE     | CZE    | V | VP | PP | P | Skóre | B |
| 1. | Finsko  | Finsko | 2:1    | 4:2     | 3:0    | 3 | 0  | 0  | 0 | 9:3   | 9 |
| 2. | Rusko   | 1:2    | Rusko  | 4:3 SN  | 5:4 SN | 0 | 2  | 0  | 1 | 10:9  | 4 |
| 3. | Švédsko | 2:4    | 3:4 SN | Švédsko | 3:1    | 1 | 0  | 1  | 1 | 8:9   | 4 |
| 4. | Česko   | 0:3    | 4:5 SN | 1:3     | Česko  | 0 | 0  | 1  | 2 | 5:11  | 1 |

| Tým 1   | Výsledek                 | Tým 2   | Zpráva |
| ------- | ------------------------ | ------- | ------ |
| Finsko  | 4:2 (0:1,0:0,4:1)        | Švédsko | Zpráva |
| Česko   | 4:5 SN (1:1,1:1,2:2,0:0) | Rusko   | Zpráva |
| Rusko   | 1:2 (0:1,1:1,0:0)        | Finsko  | Zpráva |
| Švédsko | 3:1 (1:1,1:0,1:0)        | Česko   | Zpráva |
| Švédsko | 3:4 SN (0:0,1:1,2:2,0:0) | Rusko   | Zpráva |
| Česko   | 0:3 (0:2,0:0,0:1)        | Finsko  | Zpráva |

## All-Star-Team
| Útočník | Daniel Alfredsson Švédsko - Petri Pakaslachti Finsko - Dmitrij Zatonsky Rusko |
| Obránce | Tom Koyvisto Finsko - Tomáš Kaberle Česko                                     |
| Brankář | Fredrik Norren Finsko                                                         |

### Nejlepší hráči
| Pozice  | Hráč          |
| ------- | ------------- |
| Brankář | Maxim Sokolov |
| Obránce | Tomáš Kaberle |
| Útočník | Mika Alatalo  |